# Awww!
Awww!（アウー）は、スターダストプロモーション所属の女性タレントで結成された、STARDUST PLANET（通称：スタプラ）のアイドルグループ。2021年10月に活動を終了した。

## 概要
2020年6月20日に結成が発表された5人組ユニット。メンバーは元はちみつロケットの森青葉、公野舞華、播磨かな（旧名・播磨怜奈）と、田中海凪、中山碧瞳の5人である。
2020年7月26日にお披露目配信を実施した。
グループ名の「Awww!」（アウー）とは、「カワイイ！」「キュンとした！」などの気持ちが反応する際に用いられるネットスラング。加えて、メンバー共通の思いとして、ファン1人1人のアクションに100点満点のレスを届けたい繋がっていきたいという気持ちが込められている。
2021年10月17日のAwww!最後の単独公演、10月30日の「『ミューコミVR』 presents スタプラアイドルフェスティバル〜今宵、2人目のシンデレラが決まる〜」での最後のライブ出演をもって、活動を終了した。
グループとしての活動終了後は、森青葉・播磨かな・田中海凪・中山碧瞳は芸能活動を続ける。公野舞華はスターダストプロモーションを退所する。

## 最終メンバー
※ 2021年10月17日活動終了時点。
| 名前     | よみ          | 生年月日               |
| -------- | ------------- | ---------------------- |
| 森青葉   | もり あおば   | 2001年5月12日（23歳）  |
| 公野舞華 | きみの まいか | 2001年12月20日（23歳） |
| 播磨かな | はりま かな   | 2002年2月13日（23歳）  |
| 田中海凪 | たなか みなぎ | 2005年1月14日（20歳）  |
| 中山碧瞳 | なかやま みみ | 2006年2月1日（19歳）   |

森・公野・播磨の詳細は個人ページを参照。

### 田中海凪
- 千葉県出身。特技：体が柔らかい・肩抜きができること[7]。
- ファッション誌「Popteen」レギュラーモデル（9期生）
- アニメが好き。好きな食べ物は肉・マンゴー。座右の銘は「今を大切にする」[8]。
- 渋谷LOFT9アイドル倶楽部vol.18（2020年12月8日配信）に出演。
- コアラモード.小幡康裕のガチンコスターダストプラネット（2021年4月7日放送、フジテレビNEXT）に出演し、「私の16才」（小泉今日子）を歌唱。
- 2021年7月、Instagram個人アカウント[9]を開設。SHOWROOM[10]もある。

### 中山碧瞳
- 茨城県出身。趣味・特技はダンス[11]。
- BLACKPINKとゲームが好き。好きな食べ物はドーナツ。座右の銘は「行動しなければ始まらない」[8]。
- 渋谷LOFT9アイドル倶楽部vol.22（2021年4月13日配信）に出演[12]。
- 2021年6月、SHOWROOM[13]を開設。

## 略歴

### 2020年
- 06月20日、SHOWROOMの新ユニット結成配信にて、Awww!結成を発表。
- 07月26日、お披露目無観客無料配信[14]。オフィシャルサイトがオープン。
- 08月06日、『H.I.P. presents GIG TAKAHASHI tour 2020 ～ツアーファイナル 配信ライブ～』に出演[15]。
- 08月20日、1stシングル『青春は短いらしい』をリリース。
- 08月29日、『＠JAM ONLINE FESTIVAL 2020』に出演。
- 09月20日、TSUTAYA O-nestにて、『Awww!ワンマンライブ』を開催[16]。
- 10月04日、『TOKYO IDOL FESTIVAL オンライン 2020』に出演。
- 10月06日、『UNISTAGE vol.10』に出演。
- 11月07日、Club Asiaにて、『Awww!ワンマンライブ』を開催。
- 12月25日、高田馬場BSホールにて、『Awww!XmasLIVE 2020（仮）』を開催。

### 2021年
- 02月13日、横浜ベイホールにて、「Awww!ワンマンライブ」を開催[17][18]。
- 03月07日、HYPE IDOL! Vol.02（TSUTAYA O-EAST）に出演[19]。
- 03月20日、完全無観客ライブ配信「アイチャレLIVE &アイチャレロケ Vol.4」に出演[20][21]。
- 04月03日、白夜書房BSホールにて「田中海凪・中山碧瞳生誕イベント」を開催。
- 05月23日、『Appare! presents 2MAN LIVE「 Appare! × Awww! 」』（下北沢シャングリラ）に出演[22]。
- 06月19日、川崎CLUB CITTA'にて「Awww!! Memorial live 〜1st anniversary〜」を開催[23]。
- 10月17日、SHIBUYA PLEASURE PLEASUREにてAwww!最後の単独公演「Awww!ワンマンライブ」を開催[24][25]。
- 10月30日、「『ミューコミVR』 presents スタプラアイドルフェスティバル〜今宵、2人目のシンデレラが決まる〜」（横浜アリーナ）の出演をもって活動を終了[26]。

## 作品

### シングル
- 1stシングル『青春は短いらしい』（2020年8月20日発売）
  - TypeA（『青春は短いらしい』『CLAP！CLAP！CLAP！』収録）
  - TypeB（『青春は短いらしい』『Precious One』収録）
  - 2020年10-12月にAwww!1stシングル「青春は短いらしい」PV competitionをクリエイティブ系の専門学校生限定で開催した[27]。
- 2ndシングル『May be...』（2021年2月20日発売）
  - TypeA（『May be...』『STEP BY STEP』収録）
  - TypeB（『May be...』『Booom!!』収録）
  - TypeC（『May be...』『君からの卒業』収録）

### 配信シングル
- 配信シングル Xmasソング『May be...』（2020年12月21日配信）
  - 『Maybe...』[28]
  - 『STEP BY STEP』
- 配信シングル『Booom!!』（2021年2月14日配信）
  - 『Booom!!』
  - 『君からの卒業』
- 配信シングル『泣くな！サイダー』（2021年6月19日配信）
  - 『泣くな！サイダー』
  - 『JOKER』
  - 『Yes』
  - 『小悪魔ラバーソウル』

## 出演

### テレビ
- しおこうじ玉井詩織×坂崎幸之助のお台場フォーク村NEXT（2021年1月27日、フジテレビNEXT）

### ラジオ
- DJ Tomoaki’s Radio Show!（2021年2月25日、下北FM） - 森・播磨

### 書籍
- 雑誌『TopYell NEO 2020 AUTUMN』（2020年9月30日、Top Yell NEO編集部）
- マイナビ進学マガジン（2020年10月号 - 、マイナビ）